# Freak on a Leash
Freak on a Leash – singel zespołu Korn z albumu Follow the Leader z roku 1998. Utwór pojawił się również na kompilacji Greatest Hits z roku 2004, a jego wersja akustyczna wydana została na albumie nagranym przez Korna z serii MTV Unplugged. Zazwyczaj na koncertach Freak on a Leash grany jest jako bis.
W roku 2000 Korn otrzymał za Freak on a Leash nagrodę Grammy w kategorii Best Short Form Music Video oraz dwie nagrody MTV Video Music Awards. W 2004 roku utwór pojawił się na drugim miejscu w głosowaniu czytelników magazynu Kerrang! na liście najlepszych singli wszech czasów. W dwa lata później, wideoklip do niego został uznany za dziesiąty z najlepszych teledysków wszech czasów na stronie Kerrang!, a także pojawił się na miejscu 23 na liście programu VH1 40 Najlepszych Utworów Metalowych. Wielką popularnością utwór cieszył się w Australii, gdzie osiągnął status złotej płyty – sprzedano ponad 35 000 jego kopii.

## Komentarz Jonathana Davisa w sprawie znaczenia
Wokalista Jonathan Davis potwierdził doniesienia, że słowa utworu odnoszą się do wyzyskiwania artystów przez przemysł muzyczny.

To mój utwór przeciwko przemysłowi muzycznemu. Czuję się jak jakiś pieprzony alfons, prostytutka. Jestem wystawiany na pokaz. Jestem wybrykiem wystawianym na pokaz przez korporacyjną Amerykę, która zarabia całą kasę i jednocześnie zabiera część mnie – jakby z czegoś mnie okradła, z mojej niewinności. Już nie jestem spokojny, ciągle się niepokoję.

## Lista utworów na singlu
1. Freak on a Leash (Album version)
2. Freak on a Leash (Dante Ross Mix)
3. Freak on a Leash (Freakin' Bitch Mix, Butch Vig Mix)
4. Freak on a Leash (Josh A's Beast on a Leash Mix)
5. Freak on a Leash (Lethal Freak Mix)

## Wersja MTV Unplugged
9 grudnia 2006 nagrana została wersja akustyczna Freak on a Leash, w której Jonathan Davis zaśpiewał w duecie z Amy Lee z zespołu Evanescence. Nagranie powstało w studio MTV na Times Square w Nowym Jorku i pojawiło się na płycie MTV Unplugged: Korn. Ta wersja singla pojawiła się 5 lutego i bardzo szybko osiągnęła dużą popularność w stacjach radiowych i telewizyjnych.

## Odniesienia kulturowe
- W serialu The Simpsons w odcinku Stop, Or My Dog Will Shoot!, utwór grany podczas poszukiwania Homera w labiryncie z kukurydzy przez Małego Pomocnika Mikołaja, to Freak on a Leash.